# Jüdischer Friedhof (Neuenhaus)
Der Jüdische Friedhof Neuenhaus befindet sich in der Stadt Neuenhaus im niedersächsischen Landkreis Grafschaft Bentheim.
Auf dem 3.231 m² großen jüdischen Friedhof am Wittenkamp zwischen der Ludwig-Sager-Straße und Eichenhorst befinden sich 57 Grabsteine, womit „er der größte jüdische Friedhof in der Grafschaft Bentheim“ ist.